# Хакуна матата
Хакуна матата (на суахили: Hakuna matata) е израз, който буквално означава „нямай грижи“, „освободи се от всякаква тревога“.
Говорещите суахили в Танзания предпочитат „hamna shida“ на север и „hamna tabu“ на юг. Широко разпространен в своето първоначално значение е в Занзибар и Кения.
Фразата е популяризирана от филма „Цар лъв“ (1994), където едноименната песен „Хакуна матата“ се изпълнява от героите Тимон и Пумба.
Изразът се използва в България и Западния свят най-вече в младежкия жаргон, но в Африка е част от жаргона на туристическата индустрия, където се употребява в смисъл „няма проблем“.